# Gubernia Mării Negre
Gubernia Mării Negre (în rusă Черноморская губерния) a fost o gubernie amplasată în sudul Imperiului Rus, cu capitala în Novorossiisk. Gubernia ocupa partea de vest a Caucazului și se întindea ca o fâșie relativ îngustă de-a lungul coastei de nord-est a Mării Negre. Ea învecina la nord-vest și nord-est cu regiunea Kuban (de la care era separată prin creasta caucaziană), și în partea de sud-est cu ținutul Suhumi din gubernia Kutaisi.

## Demografie

### Structura etnică
Structura etnică potrivit recensământului din 1897:
| Ținut        | Ruși  | Ucraineni | Armeni | Greci | Cerchezi | Cehi și Slovaci | Evrei | Georgieni | Moldoveni și Români | Estoni | Germani | Polonezi |
| ------------ | ----- | --------- | ------ | ----- | -------- | --------------- | ----- | --------- | ------------------- | ------ | ------- | -------- |
| Novorossiisk | 55,3% | 16,7%     | 2,1%   | 10,0% | ...      | 2,9%            | 2,8%  | 0,7%      | 0,5%                | 0,5%   | 1,4%    | 1,7%     |
| Tuapse       | 30,7% | 24,0%     | 18,7%  | 4,1%  | 13,0%    | 3,0%            | 0,1%  | 0,3%      | 1,6%                | ...    | 0,9%    | 0,9%     |
| Soci         | 18,9% | 9,2%      | 28,5%  | 15,5% | 5,5%     | ...             | ...   | 5,0%      | 4,5%                | 4,4%   | 1,2%    | 0,4%     |
| Total        | 42,9% | 16,1%     | 10,9%  | 10,4% | 3,4%     | 2,2%            | 1,7%  | 1,7%      | 1,6%                | 1,4%   | 1,3%    | 1,3%     |